# 联胂
联胂是一种无机化合物，化学式为As2H4，它可以在Mg-Al的砷化物和20%冷硫酸的反应中生成，并于−125 °C馏分中得到。对低分压下的砷化氢无声放电，可以更高产率地得到联胂。它是极不稳定的化合物，在−100~−95 °C分解为砷化氢和一种红色固体[As2H1.2~1.3]x。